# Diospyros nigrocortex
Diospyros nigrocortex är en tvåhjärtbladig växtart som beskrevs av Cheng Yih Wu. Diospyros nigrocortex ingår i släktet Diospyros och familjen Ebenaceae. Inga underarter finns listade i Catalogue of Life.